# Verein zum Schutze deutscher Einwanderer in Texas

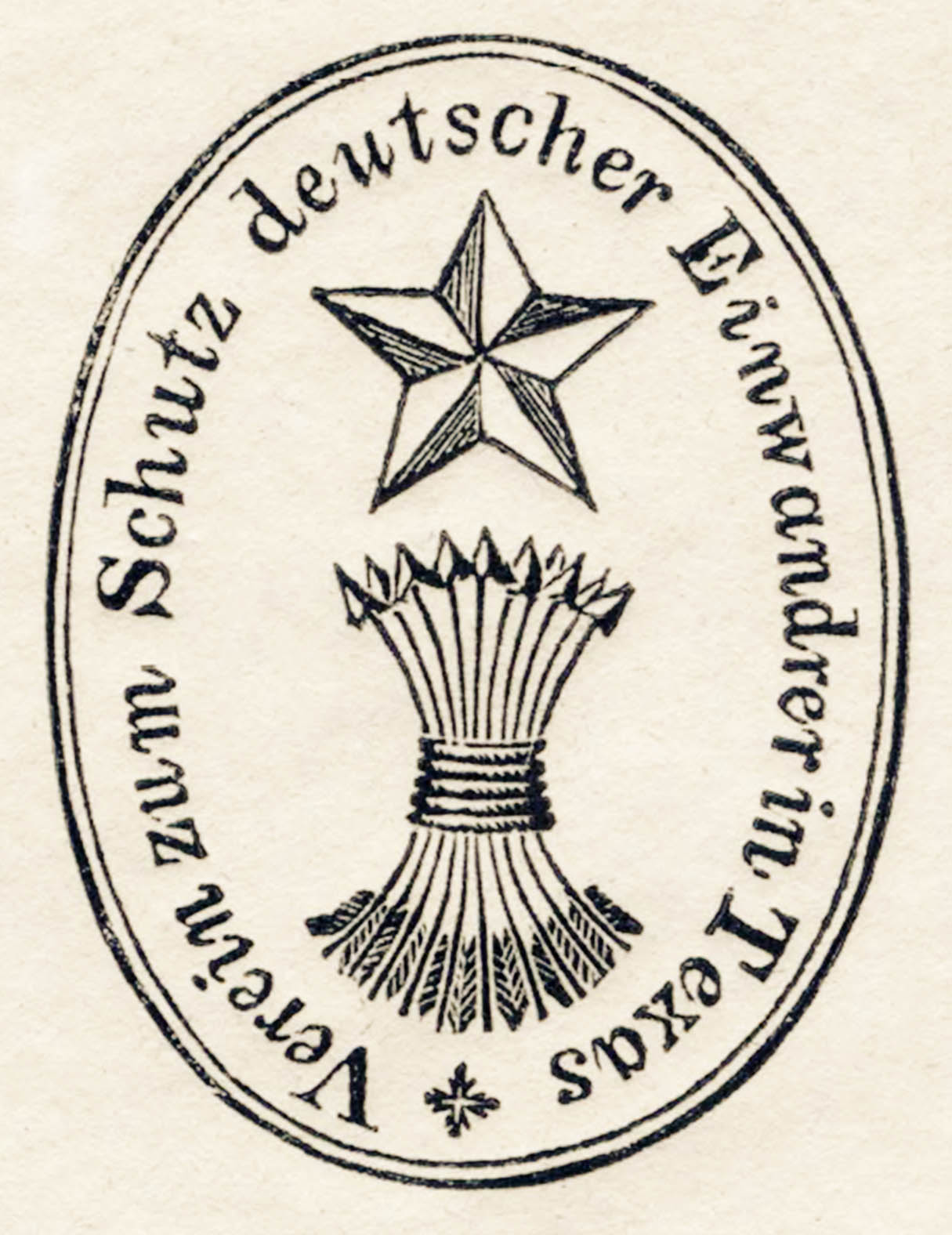
Das Logo des „Mainzer Adelsvereins“

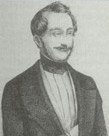
Karl Emich Fürst zu Leiningen, erster Präsident des Adelsvereins

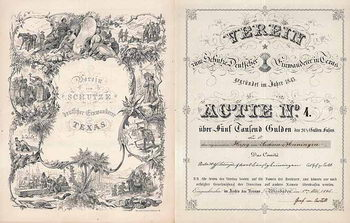
Gründeraktie Nr. 4 über 5000 Gulden
(ausgestellt am 1. Juli 1846 auf den regierenden Herzog Bernhard von Sachsen-Meiningen)

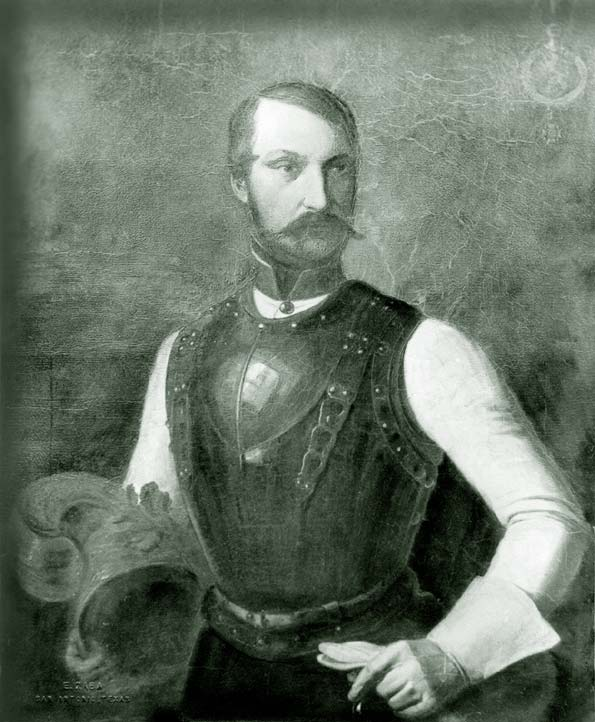
Carl Prinz zu Solms-Braunfels (1812–1875) alias „Texas-Carl“, erster Generalkommissar

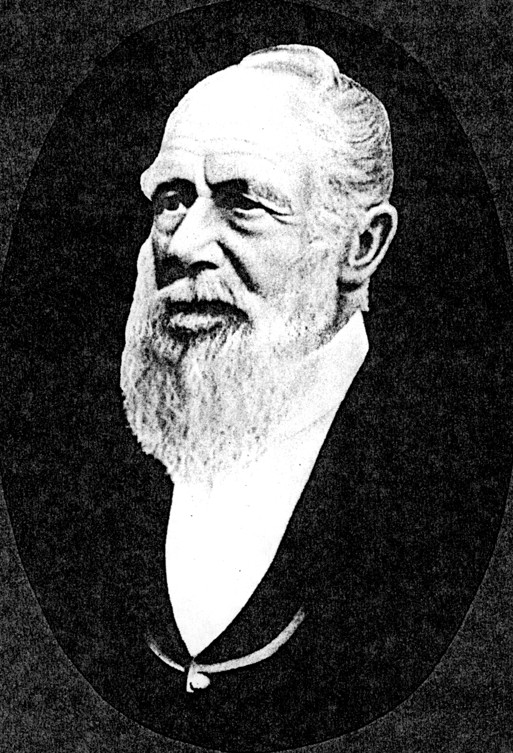
Otfried Hans Freiherr von Meusebach (1812–1897) alias „John O. Meusebach“, zweiter Generalkommissar

Der Verein zum Schutze deutscher Einwanderer in Texas (1842–1848), kurz auch Mainzer Adelsverein genannt, war eine Vereinigung, durch deren Vermittlung zwischen 1844 und 1849 rund 8000 Deutsche in die Republik bzw. den US-Bundesstaat Texas auswanderten.

## Vereinszweck
Ziel des Vereins war es, „die deutsche Auswanderung, so viel als möglich nach einem einzigen, günstig gelegenen Punkte hinzuleiten, die Auswanderer auf der weiten Reise zu unterstützen und nach Kräften dafür zu wirken, dass ihnen jenseits des Meeres eine neue Heimat gesichert werde“. Man wollte so der Armut und Not in Deutschland begegnen und den Menschen neue Hoffnung geben. Der Verein stellte jeder ausreisewilligen Familie rund 130 Hektar Land in Aussicht, dazu die Versorgung mit Lebensmitteln bis zur ersten eigenen Ernte sowie Kirchen, Schulen und ärztliche Fürsorge. Diese Versprechungen erwiesen sich aufgrund Geldknappheit jedoch sehr schnell als unhaltbar, so dass die Auswanderungswilligen für Transport und Verpflegung dann doch 300 Gulden pro Einzelperson bzw. 600 pro Familie zahlen mussten. Der Verein hatte auch materielle Ziele: Das Vorhaben wurde als lohnende Investition mit erwarteter Steigerung des Aktienwerts betrachtet. Mit einer deutschen Kolonie in Texas sollten zudem neue Absatzmärkte für die heimische Wirtschaft eröffnet werden.

## Geschichte

### Gründung
Die Idee zur Gründung eines überseeischen Siedlungsunternehmens ging aus einer Denkschrift des österreichischen Majors Christian von Neuleiningen-Westerburg vom 8. März 1842 hervor. Darin wird die Unterstützung von deutschen Auswanderern bei ihrer Ansiedlung in Texas in erster Linie als lohnende Kapitalanlage befürwortet, darüber hinaus aber auch als Mittel gegen die Überbevölkerung in den deutschen Staaten, zur Verbesserung deutscher Handelsbeziehungen nach Übersee und als Berufung für den Adel mit Blick auf dessen Führungsanspruch. Neuleiningen-Westerburg und andere adlige Offiziere der Bundesfestung Mainz gewannen Herzog Adolf von Nassau als höchstrangigen Unterstützer. So kam es auf Adolfs Residenz Schloss Biebrich am 20. April 1842 während einer Versammlung von Adligen aus der rheinischen und hessischen Region zur Gründung des Vereins. In den folgenden Jahren kamen weitere, oft verwandtschaftlich eng miteinander verbundene Mitglieder aus verschiedenen Teilen Deutschlands hinzu. Die 21 Mitglieder des Vereins und späteren Aktionäre waren ausschließlich Angehörige des Adels, weshalb der Verein auch als „Mainzer Adelsverein“ bezeichnet wurde.

### Erste Amerika-Unternehmung
Schon kurz nach der Vereinsgründung, noch im Juni 1842, fuhren Viktor Graf von Leiningen und Joseph Graf von Boos-Waldeck nach Texas, um sich vor Ort über die Möglichkeiten zu informieren, und kamen dort im September an. Verhandlungen mit der Regierung des zu dieser Zeit unabhängigen Staats blieben erfolglos, da diese lediglich zur kostenlosen Überlassung von Ländereien im wenig erschlossenen Grenzland bereit war und zugleich die Garantie verlangte, dass Siedler in großer Anzahl mit Hilfe des Vereins einreisen würden. Stattdessen erwarben die beiden Grafen in Round Top für 3500 Texas-Dollar ein Gebiet von 1800 Hektar Größe und gründeten dort die Plantage Nassau. Leiningen reiste im Januar 1843 zur Berichterstattung wieder nach Deutschland zurück, während Boos-Waldeck bis Februar 1844 den Aufbau der Plantage leitete und dann zurückkehrte. Das Fazit der Kundschafter lautete, dass eine Ansiedlung von Auswanderern im großen Stil nicht machbar sei, sondern stattdessen Plantagen mit Sklavenarbeitern und allenfalls einer kleinen Zahl deutscher Kolonisten angelegt werden sollten.
Die Vereinsleitung versuchte, weiteres Kapital einzuwerben, um doch noch das Ansiedlungsprojekt im großen Maßstab zu verwirklichen und schrieben in der zweiten Jahreshälfte die Regierungen der deutschen Staaten mit diesem Ziel an. 400.000 Gulden sollten auf diesem Weg mobilisiert werden. Verbindliche Zusagen erhielt der Verein jedoch nicht.

### Erste Siedlungstätigkeit
Von Januar bis April 1844 erfolgten drei Generalversammlungen, die sich vor allem mit der Frage befassten, ob eher das Plantagen- oder eher das Siedlerkonzept verfolgt werden solle. Schließlich wurde die potenziell profitablere Plantagengründung abgelehnt, wobei auch der Widerwille gegen die dafür notwendige Sklavenhaltung eine Rolle spielte. Der Verein legte sich darauf fest, die Plantage Nassau zum Kern einer Kolonie zu machen, dort vorerst aber nur maximal 150 Familien anzusiedeln und die Ergebnisse dieser Bemühungen abzuwarten.
Im Mai 1844 schickte der Verein Carl Prinz zu Solms-Braunfels als ersten Generalkommissar nach Texas, der mit seiner Begleitung dort am 1. Juli in Galveston eintraf. Parallel erfolgten Verhandlungen mit dem aus Kassel stammenden texanischen Konsul Henry Fisher. Dieser verfügte über einen "Grant", eine Landzuweisung von gut 15.000 Quadratkilometern im Landesinneren. Auf den 24. Juni 1844 datiert eine Vereinbarung zwischen dem Verein und Fisher, in dem der Verein sich zu Zahlungen verpflichtete sowie zur Ansiedlung von Kolonisten, deren Anzahl später auf 2000 Familien bis zum 1. März 1846 und dann auf 6000 Familien bis zum 1. September 1847 konkretisierte. Das rechtliche Eigentum des Landes sollte auf Grundlage eines komplexen Schlüssels zwischen den Kolonisten, dem Staat Texas und dem Adelsverein aufgeteilt werden.
Am 18. September 1844 segelte das erste Schiff mit Auswanderern aus Bremen los, weitere folgten am 29. September und 12. Oktober 1844. Für etwa die Hälfte der Auswanderer, die mittellos waren, zahlte der Verein die Überfahrt, die übrigen kamen selbst dafür auf. Solms hatte derweil weitere kleinere Ländereien erworben, um eine Infrastruktur für die Anreise der Kolonisten zu schaffen. Dabei handelte es sich um einen Landungsplatz bei Indianola, der „Karlshafen“ getauft wurde, sowie um das Fort Sophienburg am Guadalupe River mit der angrenzenden Stadt Neu-Braunfels. Solms gründete das Fort und die Stadt am 18. März 1845 als Zwischenstation etwa auf halbem Weg zwischen der Küste und dem eigentlich zur Kolonisierung vorgesehenen Gebiet im Landesinneren. Nach dreimonatigem Treck mit großen Verlusten trafen dort am 21. März 1845 die ersten knapp 500 Siedler ein. Allerdings bewies der Prinz keine glückliche Hand in Finanzdingen. Er gab das gesamte Geld des Vereins aus, machte zusätzlich Schulden, hinterließ eine chaotische Buchführung und wurde auf Betreiben der Gläubiger in Schuldhaft genommen. Solms kehrte am 15. Mai 1845 nach Deutschland zurück, nachdem er von seinem Amtsnachfolger Otfried Hans Freiherr von Meusebach durch Zahlung von 10.000 US-Dollar freigekauft worden war.

### Zweite Auswanderungskampagne
Am 25. März 1844 wurde in Mainz der Verein in eine Aktiengesellschaft mit zeitweiligem Sitz in Mainz umgewandelt. Eine Generalversammlung am 28. und 29. Juli 1845 bewertete die Aktivitäten in Texas als Erfolg und beschloss die Fortsetzung der Tätigkeiten sowie die Erhöhung des Stammkapitals auf bis zu 400.000 Gulden durch die Ausgabe weiterer Aktien. Mit diesem Geld sollten 6000 Familien in Amerika angesiedelt werden. Bis zum Jahresende 1845 brachte der Verein von Bremen und Antwerpen aus 28 Schiffe mit 4110 Auswanderern auf den Weg. Die Erfüllung der ersten Quote von 2000 Familien bis zum 1. März 1846 schien erreichbar. Allerdings gelang es Meusebach nicht, in Indianapolis ausreichend Pferde, Wagen und Lebensmittel für den Transport der Ankömmlinge über Land zu mobilisieren, nicht zuletzt, weil diese Ausrüstung für den heraufziehenden Mexikanisch-Amerikanischen Krieg benötigt wurden. In einem Zeltlager an der Landungsstelle lebten bis zu 5000 Menschen. Viele starben an Seuchen. Persönliche Guthaben, die der Verein treuhänderisch für die Siedler aufbewahren sollte, wurden in vielen Fällen nicht ausgezahlt. Erst im Sommer 1846 gelangen größere Trecks und im August war das Lager weitgehend geräumt.
Rund 1000 Siedler wollten sich in Neu-Braunfels niederlassen, rund 1500 hatten das spätere Fredericksburg zum Ziel. Diesen Ort hatte Meusebach im Mai 1846 unter dem Namen „Friedrichsburg“ gegründet, benannt nach Prinz Friedrich von Preußen. Auch Friedrichsburg befand sich außerhalb des eigentlich dem Verein zugewiesenen Gebiets. Dieses machte Meusebach den Kolonisten erst zugänglich, indem er am 9. Mai 1847 mit dem Indianerstamm der Comanchen einen Friedensvertrag aushandelte. Die Deutschen kauften Felle und Lebensmittel von den Indianern, während diese im Gegenzug von Plünderungen der deutschen Siedlungen absahen. Einzigartig an diesem Vertrag ist die Tatsache, dass er von beiden Seiten niemals gebrochen wurde.

### Niedergang
Die versprochenen großen Landzuweisungen von jeweils 130 Hektar pro Familie blieben weiter aus, da die Leitung des Mainzer Adelsvereins mit der organisatorischen Umsetzung überfordert war, die finanziellen Mittel ausgingen und zusätzlich erhebliche Schulden aufgelaufen waren. Mitte 1846 wurden diese Missstände und die Verhältnisse am Landungsplatz in Deutschland durch Presseberichte bekannt. Der Adelsverein wurde dabei bevorzugt als geldgierige adlige Clique dargestellt, die an der Not der Auswanderer verdiente. Viele Vereinsmitglieder verstanden dies als Angriff auf ihre persönliche Ehre, erkannten dabei aber die Unzulänglichkeiten der Vereinsarbeit an.
Im Juni 1846 schickte der Verein einen Sondergesandten mit 50.000 Gulden nach Texas, um die Finanzen notdürftig zu ordnen. Am 8. Juli 1846 folgte eine außerordentliche Generalversammlung, die aufgrund geringer Beteiligung aber nicht beschlussfähig war. Der Nassauer Herzog Adolf gewährte dem Verein am folgenden Tag einen Vorschuss in Höhe von 200.000 Gulden aus der Generaldomänenkasse, also aus seinem persönlichen und nicht staatlichen Besitz. Im Dezember 1846 folgte aus der gleichen Quelle in weiterer Vorschuss in Höhe von 225.000 Gulden. Das Geld sollte sowohl zur Begleichung der Schulden als auch zur direkten Förderung der Auswanderer dienen.
Eine Generalversammlung am 28. Oktober 1846 beschloss, den Transport von Auswanderern, ihre Versorgung mit Gütern und die Verwaltung von anvertrauten Vermögen einzustellen und sich um die Landzuweisung an die bereits in Texas Anwesenden zu konzentrieren. Um dies umzusetzen, erfolgten weitere Kreditaufnahmen und Zuschüsse der Vereinsmitglieder. Am 29. August 1847 nahm der Verein schließlich 900.000 Gulden bei den Frankfurter Bankhäusern Schmidt und Flersheim auf. Im Gegenzug unterzeichneten 17 Vereinsmitglieder Schuldverschreibungen gegenüber den Bankhäusern. Begleitet wurden diese Vorgänge von zunehmenden Beschwerden der Siedler und der Gläubiger in Texas sowie vom faktischen Rückzug von immer mehr Mitgliedern aus der aktiven Mitarbeit im Verein und seiner Finanzierung.
Meusebach trat am 20. Juli 1847 von seinem Amt als Generalkommissar zurück und wurde von Hermann Spieß abgelöst, dem nichts weiter übrig blieb, als die Zahlungsunfähigkeit des Vereins zu erklären. Am 23. Februar 1848 löste sich der Mainzer Adelsverein formal auf, die Vermögens- und Schuldenverwaltung wurde am 6. Mai 1848 an die Deutsche Colonisationsgesellschaft für Texas in Biebrich übergeben. In Texas führte die German Emigration Company die Geschäfte weiter. Die Aktiengesellschaft bestand weiter und befasste sich im Wesentlichen mit Versuchen der Schuldentilgung. Eine für den 1. Oktober 1861 angesetzte Aktionärsversammlung konnte wegen mangelnder Beschlussfähigkeit über die vorgeschlagene Auflösung der Gesellschaft nicht entscheiden. Da dieser formale Akt ausblieb, wurde das so genannte Schmidtsche Konsortium gebildet, das sich aus den Bürgen des großen Bankdarlehens von 1847 zusammensetzte. Der letzte Schuldner trug Anfang der 1890er Jahre seine verbliebenen Verbindlichkeiten ab.

### Nachwirken
Durch Vermittlung des Vereins waren bis 1849 rund 8000 Deutsche nach Texas gekommen, so viele wie in keinem anderen Auswandererprojekt. Obwohl das „texanische Abenteuer“ für den Verein schließlich in einem Fiasko endete, entstand rund um die Vereinsgründungen New Braunfels und Fredericksburg eine blühende Siedlungslandschaft, die für die ausgewanderten Deutschen zu einer neuen Heimat wurde. Die Deutschen in diesem Gebiet trugen viel zur Entwicklung von Texas bei. Beide Orte waren bereits nach kurzer Zeit florierende Städte und Mittelpunkte des Deutschtums in den USA. Noch um die Wende zum 20. Jahrhundert waren etwa 100.000 Texaner deutschsprachig. Die meisten siedelten in Zentraltexas zwischen Austin und San Antonio. Bis heute gibt es den „German Belt“ in Texas, in dem man „Friedrichsburger Deutsch“ spricht, und bis heute ist das texanische Amerikanisch mit deutschen Einflüssen stark durchsetzt.
Der Friedensvertrag zwischen Meusebach und den Comanchen wirkt bis heute nach: Jeweils am zweiten Samstag im Mai wird in Fredericksburg der Founder’s Day gefeiert. Bei diesem großen Fest treffen sich Meusebachs Nachkommen und die der Comanchen-Häuptlinge, die damals den Vertrag unterzeichneten. Geschenke werden ausgetauscht und gemeinsam raucht man eine Friedenspfeife, um den historischen Vertrag zu bekräftigen.

## Mitgliederliste
Insgesamt gab es zunächst 21, bei Umgründung im Jahr 1844 aber 25 Mitglieder; dazu gehörten:
- Adolph Herzog von Nassau (1817–1905), Herzog von Nassau, späterer Großherzog von Luxemburg und Schirmherr des „Mainzer Adelsvereins“
- Karl Emich Fürst zu Leiningen (1804–1856), Gründer und erster Präsident des „Adelsvereins“
- Friedrich Prinz von Preußen (1794–1863), Neffe des preußischen Königs Friedrich Wilhelm III.
- Hermann Fürst zu Wied (1814–1864), verheiratet seit 1842 mit Marie Prinzessin von Nassau-Weilburg (1825–1902), Schwester von Adolf Herzog von Nassau (s. o.)
- Carl Prinz zu Solms-Braunfels (1812–1875), k.u.k. Feldmarschallleutnant und Gründer der Siedlung New Braunfels (Comal County)
- Viktor Graf zu Leiningen-Westerburg-Altleiningen (1821–1880), österreichischer Feldmarschallleutnant
- Carl Graf zu Castell-Castell (1801–1850), herzoglich nassauischer Oberst sowie Vizepräsident und Geschäftsführer des „Adelsvereins“
- Joseph Graf von Boos zu Waldeck (1798–1880), herzoglich nassauischer Oberstleutnant und Flügeladjutant
- Otfried Hans Freiherr von Meusebach (1812–1897), texanischer Politiker und Senator; Gründer der Stadt Fredericksburg (Gillespie County)
- August Freiherr von Bibra (1808–1894), ab 1847 Geschäftsführer des „Adelsvereins“; er führte schließlich die Liquidierung des Vereins durch.

## Literatur

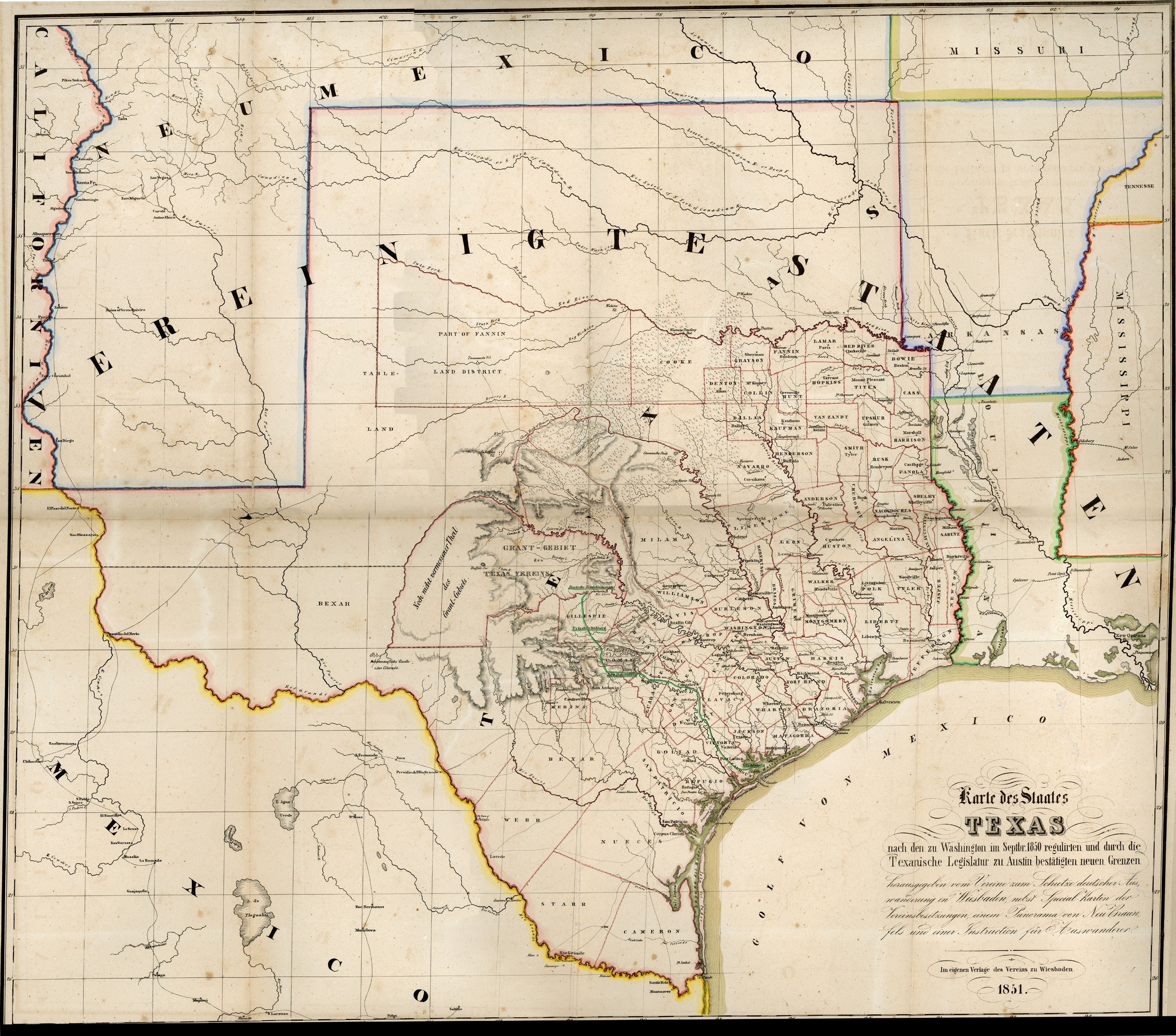
Adelsverein, Karte des Staates Texas, 1851

## Verfilmung
- In einem wilden Land (2013), Sat1 Fernsehfilm mit Nadja Uhl, Emilia Schüle und Benno Fürmann.

## Rundfunkberichte
- Sabine Mahr: Klein-Deutschland in Texas – Auswanderung mit dem Mainzer Adelsverein, in SWR2 „Wissen – Aula“ vom 8. Mai 2015